# Jaipur (huyện)
Huyện Jaipur là một huyện thuộc bang Rajasthan, Ấn Độ. Thủ phủ huyện Jaipur đóng ở Jaipur. Huyện Jaipur có diện tích 11152 ki lô mét vuông. Đến thời điểm năm 2001, huyện Jaipur có dân số 5252388 người.